# Syndicat des énergies renouvelables
 (janvier 2018).
Le Syndicat des énergies renouvelables (SER) est un organisme français créé en 1993 (il se nommait alors SIPROFER - Syndicat des industriels et professionnels français des énergies renouvelables) pour promouvoir les intérêts des industriels et des professionnels français des énergies renouvelables (EnR) et défendre les intérêts français au niveau des principaux programmes européens de soutien au secteur.
L'actuel président du SER est Jules Nyssen.

## Présentation
Le SER est ouvert aux industriels des énergies renouvelables et aux professionnels (bureaux d'études, etc.) dont l'activité est liée aux énergies renouvelables. Le fait de rassembler l'ensemble des filières d'énergies renouvelables donne au SER une dimension qui lui permet d'être reconnu comme un partenaire faisant jeu égal avec les représentants des filières énergétiques traditionnelles notamment aux yeux des pouvoirs publics.
Il compte en 2022 plus de 450 entreprises ou associations d'entreprises ayant des activités relevant des filières énergie éolienne, énergie géothermique, énergie solaire (photovoltaïque et thermique), énergie hydraulique, bois énergie, biocarburants et autres filières de la biomasse. Plus de mille entreprises sont par ailleurs représentées au travers des associations adhérentes au SER. Chaque année, il organise un colloque annuel réunissant plus de 1 000 personnes autour des thématiques du secteur (climat, énergies, cadre réglementaire des filières, etc.).
Le SER assure la promotion des énergies renouvelables au travers du développement des activités entrepreneuriales prises en charge par ses adhérents. À cette fin, le SER les représente auprès des pouvoirs publics, nationaux, européens et régionaux ainsi qu'auprès des instances de régulation. Le SER fait valoir les bénéfices de ces activités auprès de l'opinion publique et des médias. Il est membre du Conseil Supérieur de l'Énergie.
Le SER présente ses propositions en perspective du quinquennat 2022-2027. Elles portent notamment sur le bois énergie et la chaleur renouvelable,.